# Today (programa de televisión)

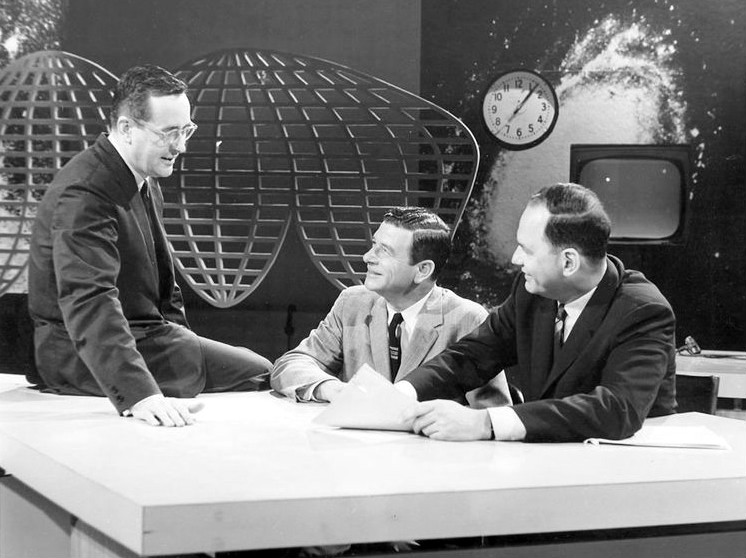
John Chancellor, Frank Blair y Edwin Newman en el estudio de Today (1961)

Today (conocido también como The Today Show) —en español: «Hoy» o «El Show de Hoy»— es un programa matutino de noticias y conversación estadounidense emitido todas las mañanas en la cadena NBC. Debutó el 14 de enero de 1952, siendo el primero de su género en la televisión estadounidense y en el mundo. El programa es también el cuarto más longevo en la televisión estadounidense. Originalmente un programa de dos horas de lunes a viernes, se expandió a los domingos (actualmente de una hora) en 1987, y los sábados (dos horas) en 1992. La emisión de los días de semana se extendió a tres horas en 2000, una hora y cuarto puesto en marcha en 2007.
La dominación de Today era prácticamente incuestionable por las otras redes hasta finales de 1980, cuando fue superado por el programa Good Morning America de ABC. Retomó el primer lugar en las mediciones de audiencia de Nielsen desde el 11 de diciembre de 1995, y ha ocupado esa posición todas las semanas desde entonces.
En 2002, Today se clasificó en el puesto 17 de la lista de los 50 programas de televisión más grandes de todos los tiempos, elaborada por la revista TV Guide.

## Reparto actual

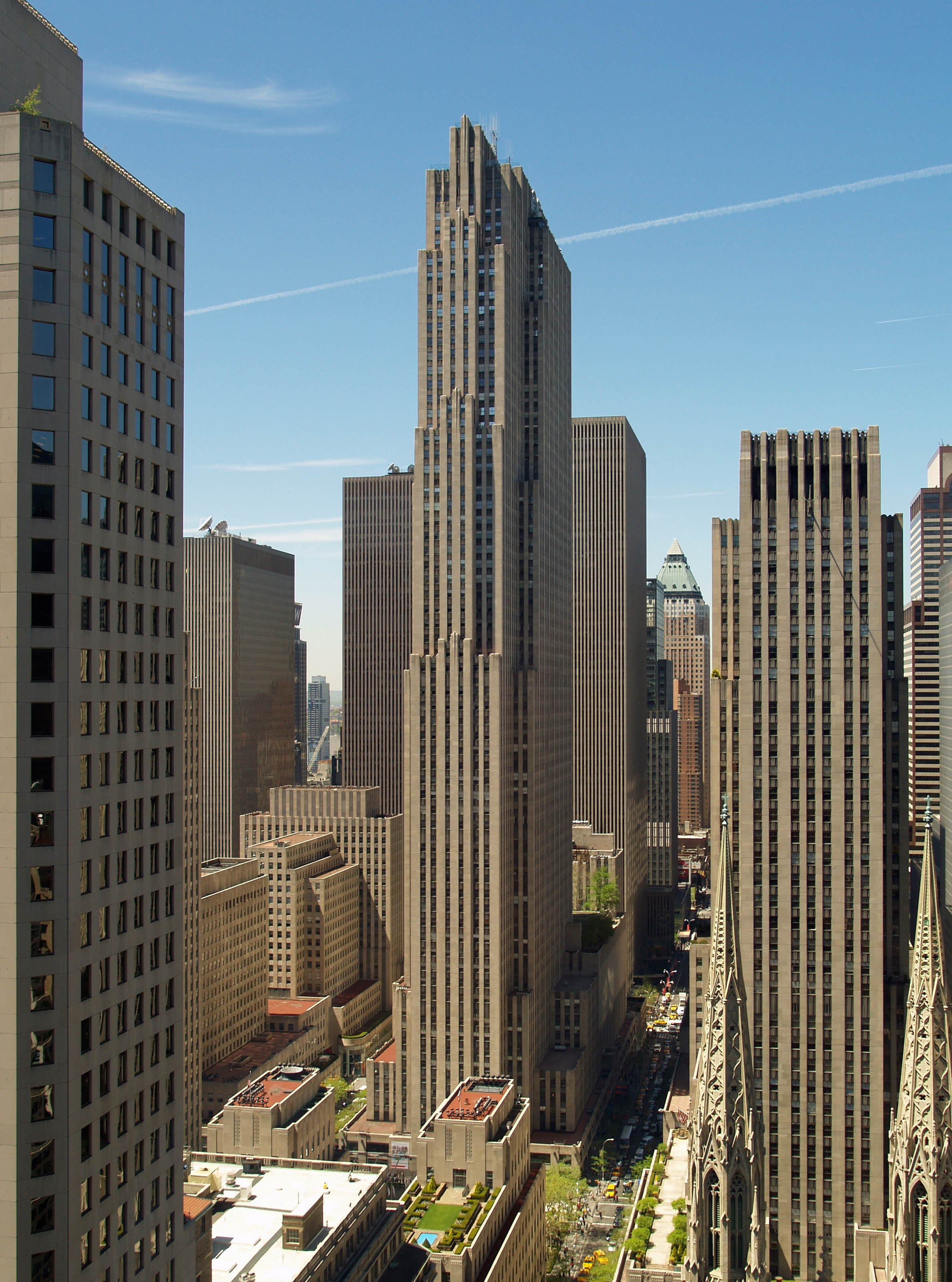
Today se emite desde el Estudio 1A en 10 Rockefeller Center, a la izquierda del edificio de GE.

Las primeras dos horas del show están presentados por Hoda Kotb y Savannah Guthrie, con la transmisión del meteorólogo Al Roker, mientras en las noticias esta Natalie Morales.
Roker, Morales y Guthrie también sirven como coanfitriones de la tercera hora, mientras que Hoda Kotb y Kathie Lee Gifford son coanfitriones de la cuarta hora. Lauer y Guthrie suelen aparecer con Roker, Morales y en el comienzo de la tercera hora, en ocasiones permanecen en caso de rotura garantiza que las noticias. Ediciones de fin de semana están presentados por Lester Holt, y Erica Hill, en las noticias esta Jenna Wolfe, y para el clima esta Dylan Drayer.
Guthrie es también el principal relleno de Morales en la mesa de redacción, mientras Geist, Kotb, corresponsal de Peter Alexander, de MSNBC Tamron Hall, Quintanilla, Robach y Wolfe han aparecido también como presentadores de noticias. Varios corresponsales de NBC News aparecen en el escritorio de las noticias los fines de semana.
Entre los corresponsales regulares se cuentan al corresponsal jefe de la Casa Blanca y el director político de NBC Chuck Todd, Mike Leonard, corresponsal de Capitol Hill Kelly O'Donnell, Bob Dotson, Jamie Gangel, y Alexander. La Dra. Nancy Snyderman es la red de corresponsal médico principal. Jean Chatzky, editor de la revista Money, ofrece semanalmente segmentos financieros. Sara Haines es la corresponsal en línea. Algunos corresponsales de CNBC, incluyendo Amanda Drury, Francis Melissa y Melissa Lee, informan periódicamente de la Bolsa de Nueva York, mientras que los corresponsales de The Weather Channel y MSNBC son colaboradores frecuentes. Jenna Bush Hager es enviada especial para el programa.

## Personal actual al aire

### Comunicadores
Los presentadores de Today son denominados "comunicadores". El creador del programa, Pat Weaver, imaginó a una persona cuyas funciones fueran más allá de los límites tradicionales de los presentadores de noticias. El comunicador entrevista, informa, modera los diálogos y en general le da coherencia y continuidad al programa.
Garroway y sus sucesores han seguido ese modelo, con poca variación. Hoy en día, los anfitriones se espera que hagan lo mismo, y en un día determinado a hablar con los corresponsales, periodistas y expertos en el estilo de vida, presentar y cerrar cada media hora; realizar segmentos especiales (como la cocina o la moda) y vaya en la asignación para organizar el programa desde diferentes ubicaciones. Aunque el "Communicator" nomenclatura desde entonces ha caído en desgracia, el trabajo sigue siendo la misma. Las anclas principales / hosts del programa incluyen:
- Matt Lauer (1997 - 2017)
- Ann Curry (2011 - presente)
- Natalie Morales (2011 - presente)
- Al Roker (1996 - presente)
- Savannah Guthrie (2011 - presente)
- Hoda Kotb (2007 - presente)
- Kathie Lee Gifford (2008 - presente)
- Willard Scott otro (2008 - presente)